# Radio Głos

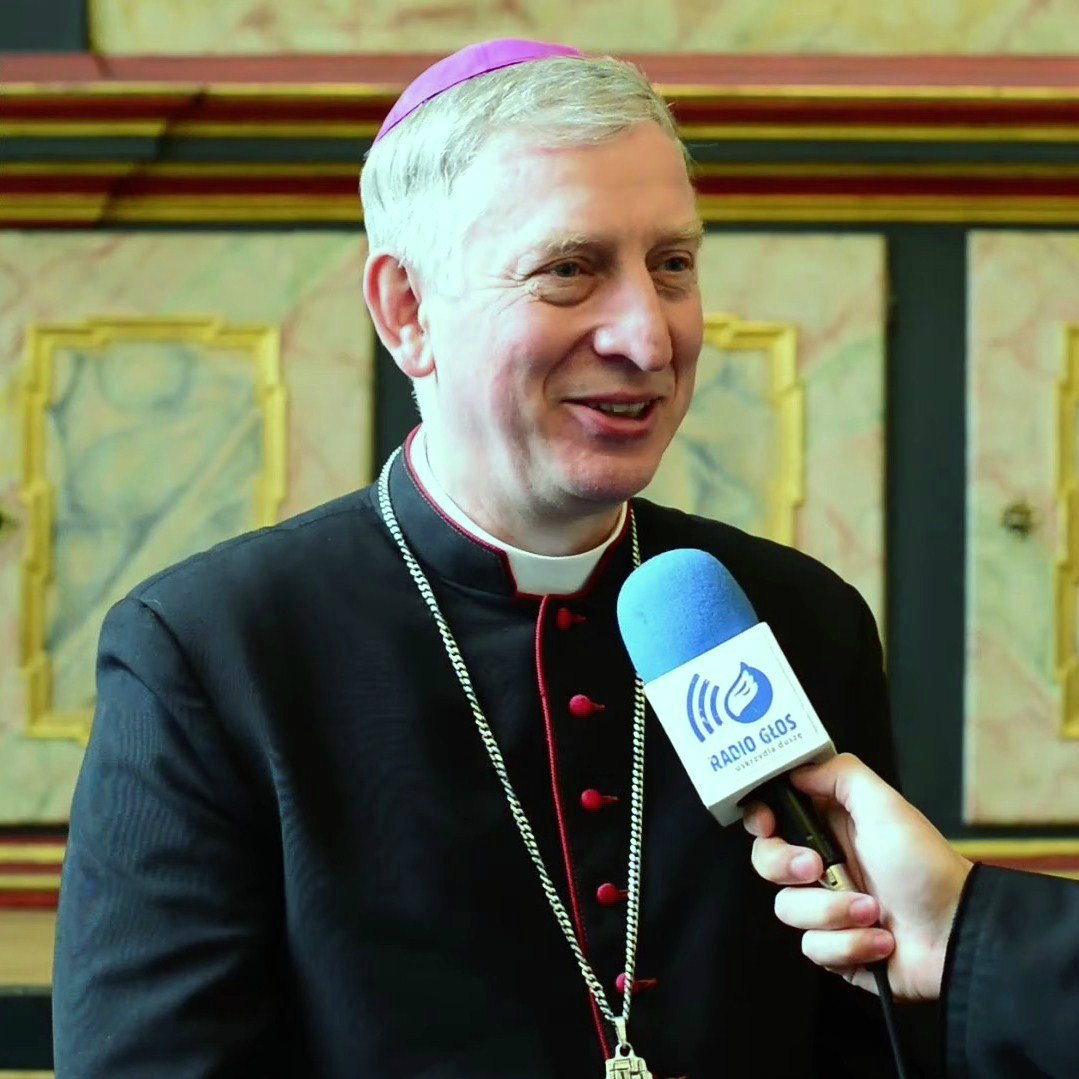
Bp Ryszard Kasyna udziela wywiadu Radiu Głos, 2015

Radio Głos – katolicka rozgłośnia Diecezji Pelplińskiej, swój program nadaje od 27 listopada 1994. Siedziba radia znajduje się w Pelplinie przy ulicy Biskupa Dominika 11.
Początkowo radio wykorzystywało częstotliwość 71,09 MHz, od 23 stycznia 1998 program emitowany jest na częstotliwości 91,4 MHz w Pelplinie, na 97,1 MHz w Chojnicach oraz na 94,2 MHz w Szymbarku.
Dyrektorem radia jest ks. prałat dr Ireneusz Smagliński, rzecznik Biskupa Pelplińskiego. Wicedyrektorem ks. lic. teol. Zbigniew Gełdon - Specjalista Public Relations oraz Prezes Zarządu Fundacji "Na cały Głos".

## Historia
8 stycznia 1994 r. bp Jan Bernard Szlaga wydał dekret powołując do istnienia Radio Głos. Pierwszym dyrektorem został  ks. kanonik dr Henryk Krenczkowski. 1 lipca 1994 na stanowisko dyrektora został mianowany ks. prałat dr Ireneusz Smagliński.
8 sierpnia 1994 rozpoczynają się pierwsze prace adaptacyjne, przy których uczestniczy wielu wolontariuszy. Dziesięć dni później, 18 sierpnia, biskup diecezjalny ustanawia patrona Radia Głos. Został nim św. Jan Chrzciciel. 26 sierpnia 1994 radio otrzymało z KRRiT w Warszawie koncesję na nadawanie programu w dolnym paśmie 71,09 MHz. 20 listopada została zamontowana antena na kominie Cukrowni w Pelplinie.
Koncesję na nadawanie z Chojnic na częstotliwości 97,1 MHz otrzymało w marcu 1997 roku. Od 2 grudnia 2006 roku Radio Głos uruchomiło kolejny obiekt nadawczy w Szymbarku na częstotliwości 94,2 MHz.
18 grudnia ks. bp Jan Bernard Szlaga poświęcił pomieszczenia siedziby Radia Głos. Od 9 kwietnia 1995 rozpoczęło się nadawanie transmisji Mszy Św. z Bazyliki katedralnej w Pelplinie. W dniach 22 - 25 sierpnia 1996 odbyła się transmisja z I Zlotu "Ciemnogród" w Osieku - programy na żywo prosto z Osieka - muzyka country - non stop - audycje autorskie Wojciecha Cejrowskiego.
Uroczystości II rocznicy powstania Radia Głos odbywały się w Lubichowie 27 listopada 1996. Świętowanie III rocznicy powstania radia odbywało się 7 grudnia 1997 w Gniewie. IV rocznica odbyła się 29 listopada 1998 w Zblewie. V rocznica odbyła się Tczewie w parafii Podwyższenia Krzyża Świętego 23 października 1999. VI rocznica działalności Radia Głos odbyła się 29 września 2000 w Skarszewach. Jubileuszową Mszę Św. o godz. 17.00 odprawił ks. biskup diecezjalny Jan Bernard Szlaga.
Radio Głos transmituje Salon dziennikarski – sobotni program tworzony przez Radio Warszawa, gdzie w trwającym około 40 minut programie dziennikarze z różnych mediów, przede wszystkim wPolityce.pl, „Sieci” i „Idziemy”, omawiają wydarzenia minionego tygodnia. Program prowadzą na zmianę Jacek i Michał Karnowscy. Program jest emitowany od 3 września 2016 w sobotę o 9.15. w TVP Info.
Od 2 października 2017 roku emituje poranek stacji katolickich "Siódma - Dziewiąta".
„Siódma – dziewiąta” to audycja stacji zrzeszonych w ramach Forum Niezależnych Rozgłośni Katolickich - Radio Nadzieja - Łomża, Radio Warszawa, Katolickie Radio Zamość, Radio Głos - Pelplin oraz Katolickie Radio Diecezji Płockiej - KRDP.fm, w której usłyszeć można znakomitych gości, aktualne informacje – nie tylko lokalne, sprawy społeczne, publicystykę katolicką, a wszystko to w dwie godziny od 7:09 do 9:00 od poniedziałku do piątku.
Pracownicy Radia Głos:
- Justyna Glazik - Redaktor muzyczny, Prezenterka i realizatorka studia emisyjnego
- Marcin Sugier - Prezenter i realizator studia emisyjnego
- Paweł Tissler - Prezenter i realizator studia emisyjnego
- Katarzyna Wołkowska - Spikerka, Newsroom
- Iwona Worzała - Sekretarka, Newsroom
- Szymon Żurawski - Spiker i realizator studia emisyjnego